# Kevin Costner
Kevin Costner (Lynnwood, Califòrnia, 1955) és un actor, productor i director estatunidenc. Per la direcció de Ballant amb llops va ser guardonat amb dos Oscars i un Globus d'Or.

## Biografia
Kevin Costner va néixer en una família d'avantpassats alemanys, irlandesos i cherokees (el seu avi patern, nadiu de l'Oklahoma, era meitat cherokee).
La seva carrera d'actor té un èxit fulgurant perquè obté de seguida primers papers d'envergadura fins al d'Eliot Ness a  Els intocables d'Elliot Ness  el 1987. Els seus papers sempre són molt retinguts, depurats i sense floritures, subratllats per la veu profunda.
El 1990 es passa a la direcció, adaptant la novel·la del seu amic Michael Blake  Ballant amb llops que descriu la història d'un oficial de la guerra de secessió destinat a un fort abandonat prop d'un poble sioux. Un poble del qual descobrirà els valors i les virtuts. Aquesta epopeia humanista té un èxit impressionant, a més a més d'uns quants òscars (entre els quals el de la millor pel·lícula).
Com a actor fa de Robin Hood a Robin Hood: Príncep dels lladres dirigida pel seu amic Kevin Reynolds que tornarà a trobar a Waterworld, que va ser un fracàs comercial i de crítica. Ha rodat igualment sota la direcció d'Oliver Stone, de Lawrence Kasdan i sobretot de Clint Eastwood, que li ofereix el primer paper d'Un món perfecte, pel·lícula impactant en què interpreta un delinqüent que pren un nen com a ostatge.
La tornada a la direcció el 1997 amb la faula futurista El missatger del futur no té tant d'èxit com el primer llargmetratge, igual com les altres pel·lícules seves. El 2002 fa la tercera pel·lícula com a realitzador, Open Range que va tenir un èxit moderat.
És un fervent seguidor del club de futbol Arsenal FC.

## Política
Kevin Costner, si bé mai no ha donat suport oficialment als republicans, quan era jove estava inscrit com a republicà, i era amic de George Bush i sobretot de Ronald Reagan, amb qui jugava sovint al golf.
Tanmateix, tot i que continua estant registrat com a republicà, ha pres part a les campanyes presidencials de Bill Clinton el 1992 i el 1996. Ha canviat la inscripció per la d'"independent". Després ha donat suport també a molts demòcrates (Al Gore, John Kerry, al senador Phil Grahamm), i al republicà Tom Drashlle, tot i definir-se com conservador.
El 2008 dona suport a Barack Obama i l'acompanya a algunes reunions a Colorado. Encoratja els joves a interessar-se per la política.

## Filmografia

### Actor
- Testament (1983)
- Els cavallers de Stacy (1983)
- American Flyers (1985)
- Silverado (1985)
- Fandango (1985)
- Sense sortida (1987)
- Els intocables d'Elliot Ness (1987)
- Els búfals de Durham (1988)
- Field of Dreams (1989)
- Revenge (1990)
- Ballant amb llops  (1990)
- JFK: cas obert (1991)
- Robin Hood: Príncep dels lladres (1991)
- El guardaespatlles (1992)
- Un món perfecte (1993)
- The War (1994)
- Wyatt Earp (1994)
- Waterworld (1995)
- Tin Cup (1996)
- El missatger del futur (1997)
- For Love of the Game (1999)
- Missatge en una ampolla (1999)
- Tretze dies (2000)
- Els reis del crim (3000 Miles to Graceland) (2001)
- Dragonfly (2002)
- Open Range (2003)
- Més enllà de l'odi (2004)
- Rumor Has It (2005)
- Mr. Brooks (2007)
- L'últim vot (2008)
- The New Daughter (2009)
- The Company Men (2010)
- Hatfields & McCoys (2012) (Tv Series)
- Man of Steel (2013)
- Jack Ryan: Shadow Recruit (2014)
- 3 Days to Kill (2014)
- Draft Day (2014)
- El millor per a ella (Black or White) (2014)
- Molly's game (2017)

### Director
- Ballant amb llops (1990)
- El missatger del futur (1997)
- Open Range (2003)
- Horizon: An American Saga (2024)

## Premis i nominacions

### Oscar
| Any  | Categoria         | Pel·lícula        | Resultat  |
| ---- | ----------------- | ----------------- | --------- |
| 1991 | Millor pel·lícula | Ballant amb llops | Guanyador |
| 1991 | Millor director   | Ballant amb llops | Guanyador |
| 1991 | Millor actor      | Ballant amb llops | Nominat   |

### Premis Globus d'Or
| Any  | Categoria                           | Pel·lícula         | Resultat  |
| ---- | ----------------------------------- | ------------------ | --------- |
| 1991 | Millor pel·lícula dramàtica         | Ballant amb llops  | Nominat   |
| 1991 | Millor director                     | Ballant amb llops  | Guanyador |
| 1991 | Millor actor dramàtic               | Ballant amb llops  | Nominat   |
| 1992 | Millor actor dramàtic               | JFK                | Nominat   |
| 1997 | Millor actor musical o còmic        | Tin Cup            | Nominat   |
| 2013 | Millor actor - Minisèrie o telefilm | Hatfields & McCoys | Guanyador |

### Premis BAFTA
| Any  | Categoria         | Pel·lícula        | Resultat |
| ---- | ----------------- | ----------------- | -------- |
| 1992 | Millor pel·lícula | Ballant amb llops | Nominat  |
| 1992 | Millor director   | Ballant amb llops | Nominat  |
| 1992 | Millor actor      | Ballant amb llops | Nominat  |

### Satellite Awards[2]
| Any  | Categoria                      | Pel·lícula          | Resultat |
| ---- | ------------------------------ | ------------------- | -------- |
| 2005 | Millor Actor - Comèdia/Musical | The Upside of Anger | Nominat  |